# 29146 МакХон
29146 МакХон (29146 McHone) — астероїд головного поясу, відкритий 17 березня 1988 року.
Тіссеранів параметр щодо Юпітера — 3,376.